# Лидо ди Језоло
Лидо ди Језоло је насеље у Италији у округу Венеција, региону Венето. 
Према процени из 2011. у насељу је живело 10523 становника. Насеље се налази на надморској висини од 6 м.